# Carl & Bertha
Carl & Bertha ist eine deutsche Fernseh-Biografie aus dem Jahr 2011. Der Historienfilm basiert lose auf dem Leben von Carl Benz und seiner Frau Bertha.

## Handlung
Im Jahre 1870 stellen die beiden Geschäftspartner August Ritter und Carl Benz in Pforzheim während einer Feier, auf der sich auch Bertha Ringer und Wilhelm von Mannstedt verloben wollen, die Erfindung eines pferdelosen Wagens vor. Beide haben eine Vision und sind auf der Suche nach Geldgebern. Doch von Mannstedt Senior, der Patriarch von Mannstedt, versagt Carl jede Unterstützung, sodass er wütend und schimpfend davongeht. Auf der Feier selbst lernt er die junge Bertha Ringer kennen und überzeugt sie mit seinen Ideen, sodass sie ihren Zweifeln gegenüber Wilhelm nachgibt, die Verlobung absagt und sich fortan heimlich gegen den Willen ihres Vaters mit Carl trifft. Aber Carl hat seine eigenen Probleme. Weil er ständig wütend auf Ablehnung reagiert, steigt Ritter aus der gemeinsamen Firma aus und nimmt sein Kapital mit, wodurch Carl hochverschuldet vor dem Nichts steht. Er verspricht Bertha, sich zuerst zu entschulden, bevor er ihr ein Leben bieten und sie heiraten kann. Bertha ist aber so von ihm überzeugt, dass sie ihren Vater um ein Darlehen von 4244 Goldmark bittet. Da dieser es ablehnt, lässt sie sich ihre Mitgift auszahlen und heiratet Carl, wodurch er schuldenfrei wird.
Doch selbst neun Jahre später, als die Familie Benz 1879 in Mannheim wohnt, hat sich die finanzielle Situation nicht gebessert. In ärmlichen Verhältnissen lebt die Familie, während Carl seine Vision aufgeben musste, um jeden Auftrag als Mechaniker anzunehmen, damit er genügend Geld für seine Familie verdient. Als eines Tages der Hoffotograf Emil Bühler Fotoplatten bei Benz in Auftrag gibt, ist er so von dessen handwerklichen Fähigkeiten überzeugt, dass er sich als Investor für seine Idee der pferdelosen Kutsche anbietet. Endlich hat Carl wieder Geld und endlich kann Bertha wieder ihre Rechnungen bezahlen. Wie ein Besessener arbeitet Carl anschließend Tag und Nacht an seinem Motor und gefährdet dabei seine Gesundheit. Schließlich versäumt er Frist um Frist und soll bis Jahresende einen funktionierenden Motor fertigstellen, bevor Bühler als Investor wieder abspringt. Beim Weihnachtsfest sieht Bertha, wie ihre Freundin Corinna mit Wilhelm in wohlhabende Kreise geheiratet hat. Sie zweifelt, ob das Leben mit Carl und die drohende Armut die richtige Entscheidung war. Doch noch in der Silvesternacht beseitigt Carl ihre Zweifel, indem er ihr zeigt, dass sein Motor funktioniert.
Endlich kann die Produktion der Motoren beginnen. Aber nach einer Weile braucht Benz mehr Kapital, um die Produktion zu steigern, um schließlich mehr Geld zu verdienen. Bühler schlägt ihm dementsprechend vor, seine Firma in eine Aktiengesellschaft umzuwandeln. Mit der Ausgabe der ersten Aktien beginnt schließlich die Gasmotoren-Fabrik Mannheim ihre Produktion. Allerdings melden sich nach einer Weile die Aktionäre. Gottlieb Daimler behauptet, dass Benz ihm seine Ideen gestohlen habe. Daimler verklagt ihn wegen Patentrechtsverletzungen auf 37000 Goldmark. Den Aktionären droht die Pleite, weswegen sie Carl anbieten, für all seine Aktien, die Geschäftsführung und alle Einnahmen aus den zukünftigen Erfindungen die Angelegenheit aus der Welt zu schaffen. Nur Bertha glaubt an ihren Carl, sodass sie ihn überzeugt, das Angebot abzulehnen. Carl zahlt sie aus und lebt fortan wieder in Armut und kümmert sich um neue Investoren. In Ulm findet er mit Max Kasper Rose und Wilhelm Esslinger schließlich zwei Geldgeber, denen er auch gleich eine größere Idee vorschlägt.

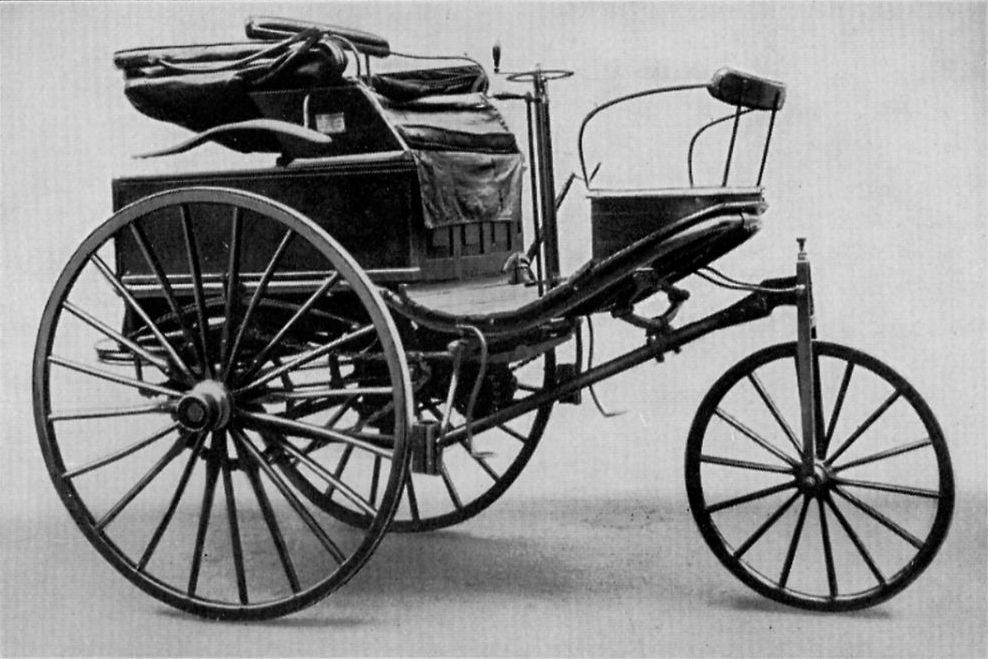
Der Benz Patent-Motorwagen Nr. 3 von 1888

Die Idee lässt er sich sieben Jahre später als Tricycle am 2. November 1886 patentieren. Seine erste Probefahrt durch die Stadt endet allerdings nach anfänglichem Jubel mit einem Unfall. Ihm wird sogar unter Polizeiandrohung die weitere Benutzung des Fahrzeuges verboten. Carl ist bestürzt und darf sich auch die Zweifel seiner Söhne anhören. Aber Bertha muntert ihn wieder auf, schließlich könne er bald seine ersten Fahrzeuge auf einer Ausstellung verkaufen. Zwar trifft er dort auf dieser Daimler, aber niemand will auch nur ein Fahrzeug von ihm kaufen, weswegen er aufgeben will. Wilhelm von Mannstedt würde ihm all die Rechte an seinem Fahrzeug abkaufen und somit sämtliche Schulden tilgen. Nur gefällt Bertha dieser Gedanke nicht, weswegen sie sich mit den Söhnen aufmacht, um von Mannheim nach Pforzheim zu fahren. Nachdem sie ihren Tank mit Ligroin nachgefüllt und die Ummantelung des Keilriemens mit dem Strumpfband geflickt haben, schaffen sie es endlich, nach 12 Stunden und 57 Minuten unter großem Jubel bei der Großmutter anzukommen. Sie schickt ein Telegramm zu ihrem Mann, der glücklicherweise zuvor den Verkaufsvertrag mit Wilhelm ablehnte. Ihm gefiel dessen fehlende visionäre Kraft nicht, und er glaubte selbst, dass seine Frau es schaffen würde.

## Hintergrund
Die Dreharbeiten fanden im Oktober 2010 unter anderem im Freilandmuseum Wackershofen, in Baden-Baden, Gernsbach, Neuried-Ichenheim und Rastatt (Schloss Favorite) statt. Bei dem im Film benutzten Wagen handelt es sich um einen originalgetreuen Nachbau aus einem englischen Museum. Der Dreh der Szenen, in denen Woll als Bertha über das Land fährt, dauerte drei Tage. Bei der Stadtfahrt Carls brach während des Drehs ein Vorderrad ab.
Der Film wurde im Rahmen der „Themenwoche Mobilität“ zum 125. Jubiläum des Automobils am Montag, dem 23. Mai 2011 auf Das Erste zum ersten Mal im deutschen Fernsehen ausgestrahlt. Dabei erreichte er 4,28 Mio. Zuschauer, was einem Marktanteil von 14,6 Prozent entsprach. Die DVD ist bereits seit dem 20. Mai 2011 erhältlich.

## Kritik
„Biografischer (Fernseh-)Film, der allzu glatt und farblos die Geschichte einer bahnbrechenden Erfindung mit der einer vorbehaltlosen Liebe verbindet.“

„Mit tollen Bildern und gelungener Dramaturgie inszenierte Regisseur Till Endemann […] wichtige Lebensstationen des berühmten Autopioniers (1844–1929). Dabei konzentriert sich die Geschichte auf die Schwierigkeiten von Benz, den großen Lebenstraum zu verwirklichen, der letztlich dank unerschütterlichen Vertrauens, Zuversicht und seiner großen Liebe wahr wurde. Basierend auf zeitgenössischen Dokumenten, Korrespondenzen, Fotos und Büchern aus dem Mercedes-Benz-Konzernarchiv sorgte Autor Stefan Rogall […] für ein authentisches Zeitbild, das durch den Einsatz historischer Fahrzeuge noch verstärkt wird.“

„Der Film schärft den Blick für das alltäglich gewordene Fortbewegungsmittel und die technische Leistung, die dahintersteckt. In seltenen Momenten besticht er sogar durch unerwarteten Witz, etwa als Bertha eine Apotheke zur ersten Tankstelle der Welt erklärt und den Wagen mit Fleckenwasser tankt.“